# Yoann Huget
Pour les articles homonymes, voir Huget.

a Compétitions nationales et continentales officielles uniquement.

b Matchs officiels uniquement.
Dernière mise à jour le 24 avril 2021.
Yoann Huget, né le 2 juin 1987 à Pamiers (Ariège), est un joueur international français de rugby à XV qui évolue au poste d'ailier.
Formé au Stade toulousain, il commence sa carrière en Top 14 en 2005. Il complète sa formation en rejoignant le SU Agen en Pro D2 de 2008 à 2010. Meilleur marqueur du championnat en 2009 puis champion de France de Pro D2 en 2010, il évolue ensuite deux saisons à l'Aviron bayonnais avant de revenir au Stade toulousain. Il est champion de France en 2008, 2019 et 2021 avec le club toulousain, prenant sa retraite sportive à l'issue de cette dernière saison.
Il connaît sa première sélection avec le XV de France en 2010 et en devient un joueur important sous l'ère de Philippe Saint-André. Il cumule 62 sélections au cours desquelles il inscrit 14 essais.

## Biographie

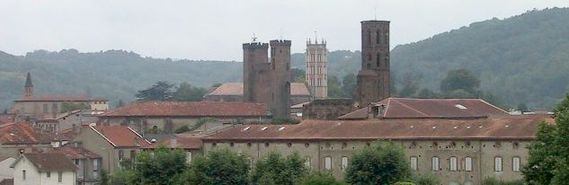
Ville de Pamiers, où Huget a passé une partie de son enfance.

### Enfance et premiers pas dans le rugby
Yoann Huget est né le 2 juin 1987 à l'hôpital de Pamiers dans l'Ariège, à environ 70 kilomètres au sud de Toulouse. Yoann Huget connaît une enfance difficile, car il a vu son père abandonner sa mère, Yoann et ses frères et sœur. La mère de Yoann Huget se remarie alors à un cheminot, et c'est en regardant son beau-père jouer au rugby qu'il souhaite commencer ce sport,. Il commence ainsi le rugby en 1993 à l'âge de six ans, à l'école de rugby du Sporting club appaméen. Il est ensuite repéré par le Stade toulousain, avec qui il commence sa carrière professionnelle.

### Début à Toulouse puis à Agen en Pro D2 (2005-2010)

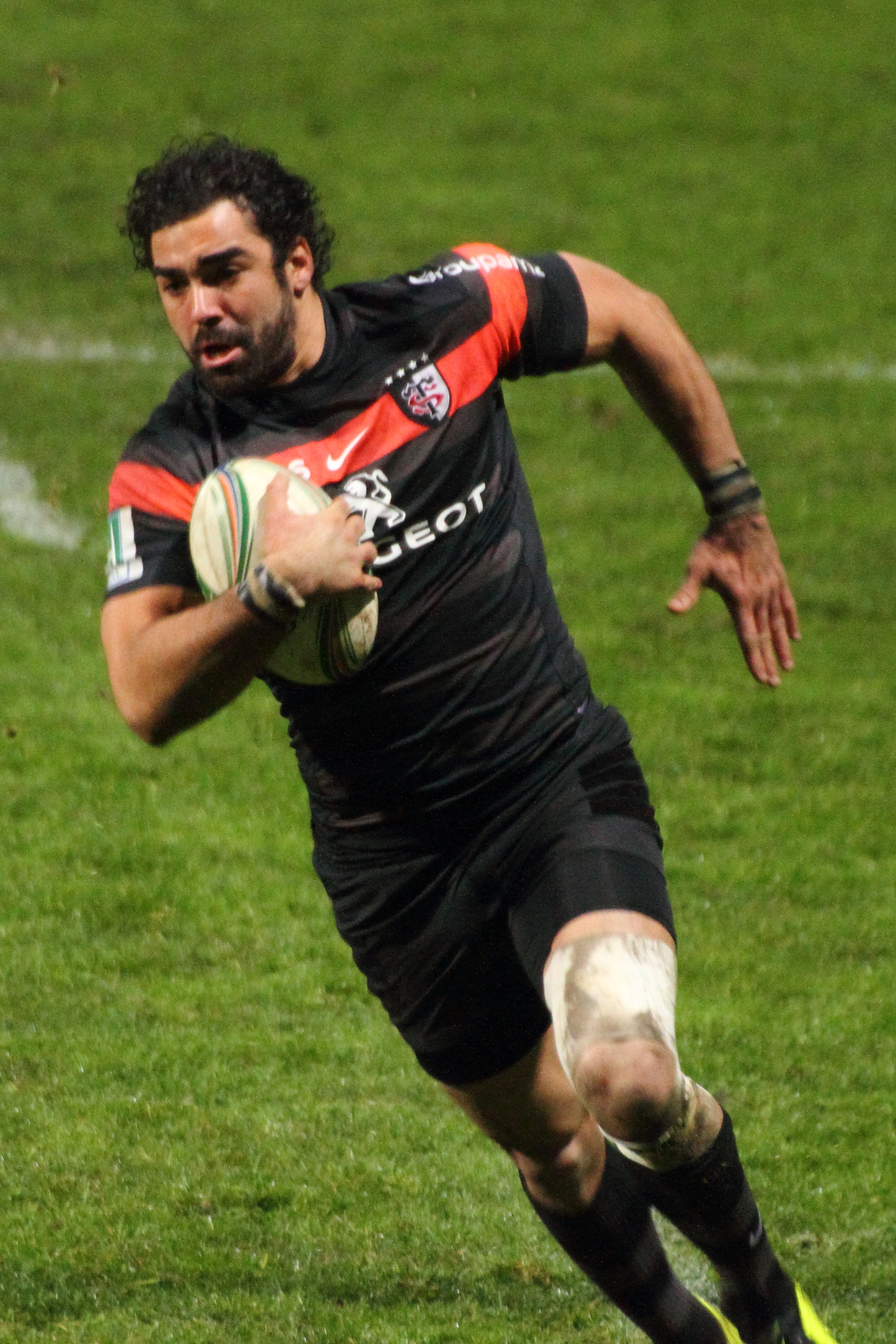
Yoann Huget lors d'un match de coupe d'Europe en 2013 contre le club italien de Trévise.

Yoann Huget commence sa carrière au Stade toulousain en 2005 il y joue 6 matchs de Top 14en l'espace de trois saisons, entre septembre 2005 et juin 2008. Au cours de ces trois saisons, le Stade toulousain est sacré champion de France à l'issue de la saison 2008 Bien que non participant aux phases finales, Yoann Huget fait partie du groupe toulousain. Il choisit finalement de quitter Toulouse en 2008 pour le SU Agen, qui évolue alors en Pro D2. Lors de sa première saison, il dispute 28 rencontres, dont 26 en tant que titulaire, inscrivant 14 essais et finissant meilleur marqueur de la Pro D2. Le SU Agen finit deuxième au classement général, avant de se faire éliminer en demi-finale par l'US Oyonnax. La saison suivante, Agen remporte le titre de champion de France de Pro D2. et obtient le droit d'accéder à l'élite. Huget, deux essais en 25 rencontres, signe avec un club de Top 14, l'Aviron bayonnais.

### Affirmation en Top 14 avec Bayonne (2010-2012)
Le sélectionneur français Marc Lièvremont, qui désire renouveler son effectif, lui offre sa première convocation au sein du groupe de joueurs qui prépare la tournée de novembre. Non retenu contre les Fidji, il obtient sa première sélection, le 27 octobre 2010, face à l'Argentine. Ce choix du sélectionneur est confirmé la semaine suivante avec une deuxième titularisation face à l'Australie. Il est confirmé lors du Tournoi 2011 : il dispute les cinq rencontres, la dernière face au pays de Galles en tant que remplaçant. Ses premières performances avec le XV de France sont critiquées car Yoann Huget peine à confirmer la confiance placée en lui par le sélectionneur, pas aidé par la forte concurrence, avec notamment Vincent Clerc. 
En club, Yoann Huget dispute 20 matchs en Top 14, 19 dans l'équipe de départ, inscrivant douze essais, et un match en challenge européen, inscrivant un essai.
Le 4 août 2011, Yoann Huget est exclu de l'équipe de France en pleine préparation pour la Coupe du monde 2011, puis suspendu trois mois, à cause d'une série de manquements au suivi longitudinal antidopage sans justification d'absence,. De retour en novembre lors d'un derby face au Biarritz olympique, Huget, qui risque jusqu'à deux ans de suspension, ne se voit infliger qu'un mois supplémentaire par l'Agence française de lutte contre le dopage (AFLD). Il dispute finalement douze rencontres en Top 14 et un match en challenge européen, inscrivant respectivement quatre et un essai.
Il fait son retour sous le maillot bleu en juin 2012, lors d'une tournée en Argentine : il dispute deux matchs contre les Pumas au poste d'ailier, inscrivant deux essais lors du test victorieux à Tucuman.

### Retour au Stade toulousain, cadre en équipe de France et blessure (2012-2015)

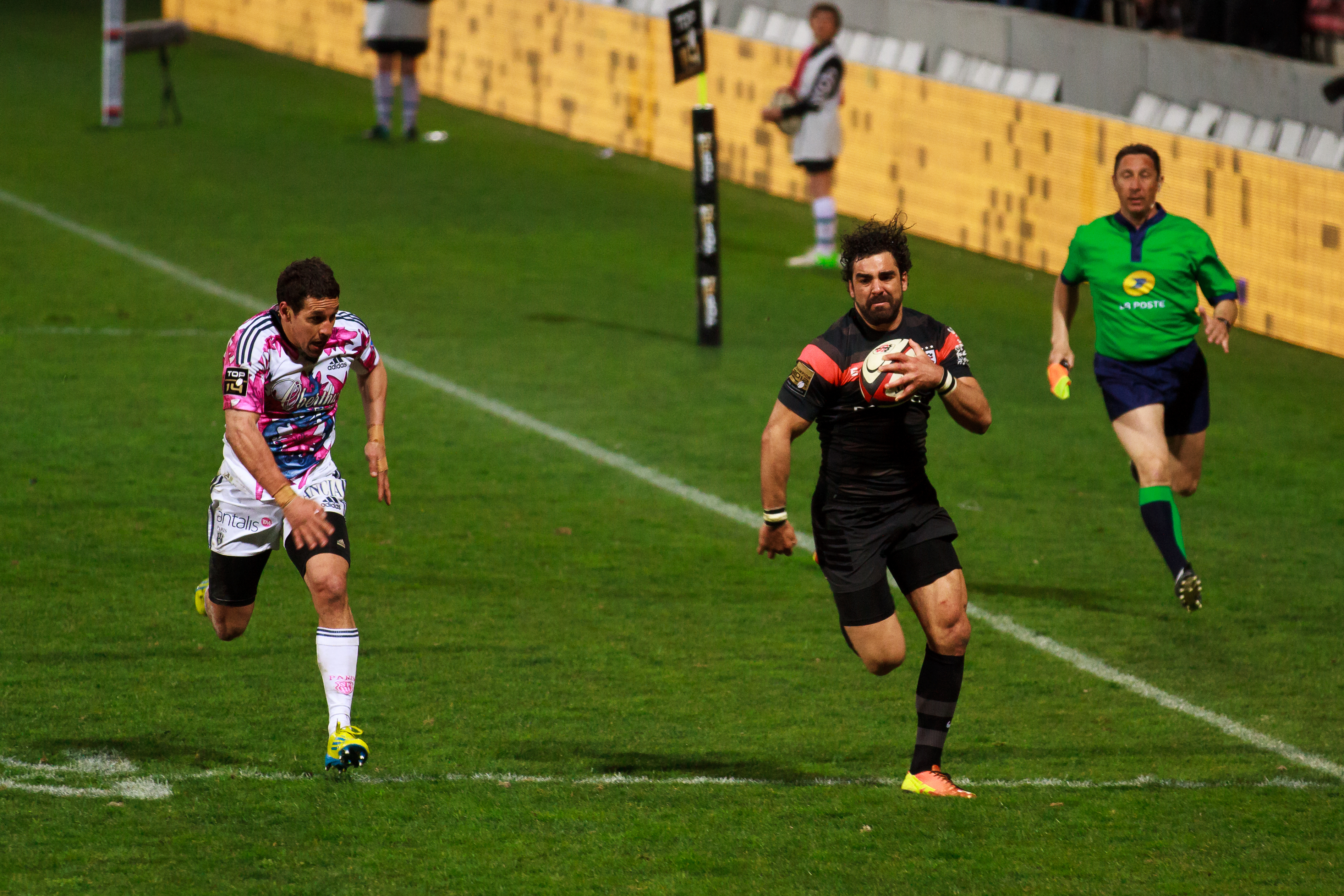
Yoann Huget file dans l'en-but, laissant Julien Arias derrière lui, lors d'un match contre le Stade français en 2013.

Yoan Huget entame la saison 2012-2013 au Stade toulousain, son club formateur. Sa signature pour trois saisons est annoncée dès février 2012 par le Midi olympique. Lors du début de saison, Guy Novès l'utilise également au poste d'arrière en raison de l'absence de Clément Poitrenaud. En novembre, il dispute trois tests avec l'équipe de France, à chaque fois dans un rôle de remplaçant.
Pour le Tournoi 2013, il est titularisé au poste d'arrière, poste où il est le plus souvent utilisé par son club d'abord face à l'Italie, puis contre le pays de Galles, l'Angleterre, l'Irlande et l'Écosse : Philippe Saint-André préfère utiliser Maxime Médard, revenu depuis peu de blessure, au poste d'ailier.
À l'issue de la saison, le Stade toulousain termine le championnat à la troisième place du Top 14 et s'impose au cours du match de barrage contre le Racing 92, avant de perdre en demi-finale contre le RC Toulon. À l'occasion de ces deux matchs, Yoann Huget et Maxime Médard sont titularisés aux postes d'ailiers, Clément Poitrenaud occupant celui d'arrière,. En coupe d'Europe, le Stade toulousain est dans la poule des gallois des Ospreys, contre qui Yoann Huget inscrit son premier essai en coupe d'Europe, des italiens de Benetton Trévise et des anglais des Leicester Tigers. Le Stade toulousain joue sa qualification pour les phases finales de la compétition dans le Welford Road Stadium de Leicester. Yoann Huget inscrit les seuls points de son équipe, et en raison des échecs des buteurs toulousains, le Stade toulousain s'incline sur le score de 9 à 5, et est éliminé de la coupe d'Europe.
Il fait de nouveau partie du groupe qui se rend en tournée en Nouvelle-Zélande : il est titularisé lors des trois tests face aux All Blacks — trois défaites —, le premier en tant qu'arrière, puis les deux autres en tant qu'ailier. Il dispute un quatrième match contre cet adversaire, en novembre, toujours au poste d'ailier, la France concédant sa quatrième défaite en autant de rencontres. Lors du test du même mois face à l'Afrique du Sud, perdu 19 à 10, il inscrit son troisième essai sous le maillot français.
La France réussit son entâme de Tournoi 2014 en s'imposant au stade de France face à l'Angleterre sur le score de 26 à 24 avec deux essais de Huget. Il participe, toujours en tant qu'ailier aux rencontres face à l'Italie et au pays de Galles, puis marque un nouvel essai lors d'une victoire en Écosse. Une deuxième défaite, après celle contre les Gallois, face aux Irlandais, condamne les Français à une quatrième place.
Avec le Stade toulousain, Yoann Huget arrête l'édition 2013-2014 du championnat de France au stade du match de barrage, une nouvelle fois contre le Racing 92. La campagne européenne du club rouge et noir n'est guère de meilleure qualité car le Stade toulousain est éliminé en quart de finale, à Thomond Park, par la province irlandaise du Munster.

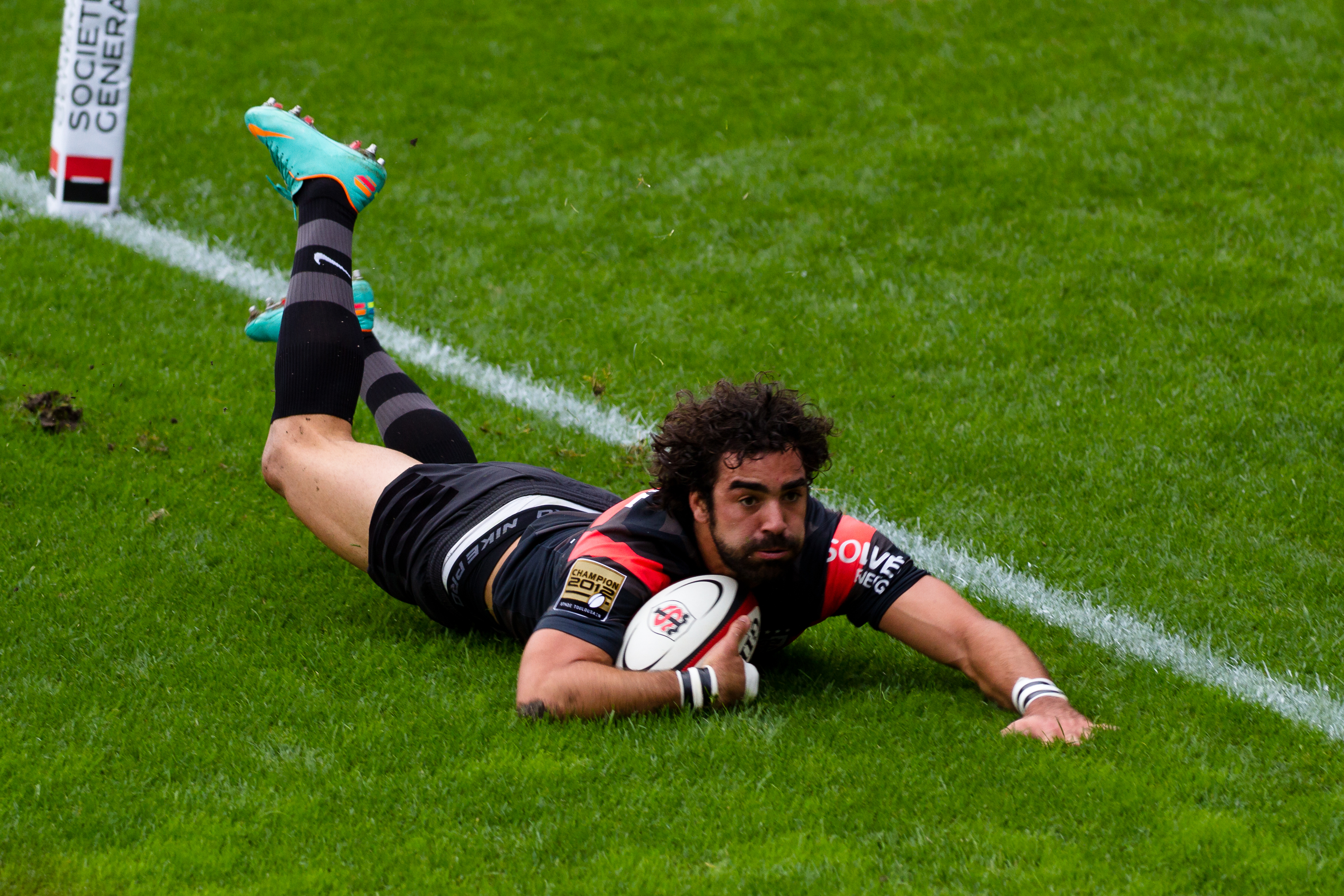
Yoann Huget inscrit un essai contre le Racing Metro 92, au Stade Ernest-Wallon en 2012, avec le Stade Toulousain.

Comme la saison précédente, il figure dans le groupe qui se rend en tournée dans l'hémisphère sud, en Australie : celle-ci se solde par trois défaites face aux Wallabies. Il dispute également trois tests en novembre, face aux Fidji, à l'Australie et à l'Argentine, s'imposant lors des deux premières rencontres mais subissant une défaite face aux Pumas.
De nouveau titulaire lors du Tournoi 2015, il participe à la victoire sur l'Écosse puis aux défaites face à l'Irlande et au pays de Galles. Après celle-ci, le sélectionneur Philippe Saint-André fustige certains de ses joueurs en proclamant « On n'a pas besoin de starlettes ». Malgré les rumeurs qui le citent parmi celles-ci, il conserve son poste de titulaire lors des deux derniers matchs qui se soldent par une victoire en Italie puis une défaite à Twickenham contre les Anglais.
Avec son club de Toulouse, Yoann Huget participe pour la première fois à une demi finale du championnat de France, perdue contre l'ASM Clermont Auvergne. La coupe d'Europe n'est guère plus réussi par le Stade toulousain car les joueurs rouges et noirs ne parviennent pas à sortir de la poule composé de Bath Rugby, du Montpellier HR et des Glasgow Warriors. Yoann Huget inscrit alors trois essais, dont un doublé contre Montpellier et un essai contre Bath.
Présent dans la liste des sélectionnés pour préparer la coupe du monde et titulaire lors de 30 des 31 derniers tests, il est annoncé comme partant certain et fait effectivement partie du groupe français, où figurent deux autres ailiers, Sofiane Guitoune et Noa Nakaitaci, moins expérimentés. Titularisé lors du deuxième match de préparation, face aux Anglais, il inscrit le seul essai français de la rencontre, remportée 25 à 20. Le lendemain, il est retenu dans le groupe des 31 joueurs pour disputer la coupe du monde. Mais lors de la première rencontre de la compétition face à l'Italie, remportée 32 à 10, il se blesse au genou et doit déclarer forfait pour le reste de la compétition, la blessure étant confirmée comme étant une rupture totale du ligament croisé du genou droit. Il est remplacé par Rémy Grosso, poste pour poste. Il est élu Meilleur international lors de la Nuit du rugby 2015.

### Retour de blessure (2016-2017)

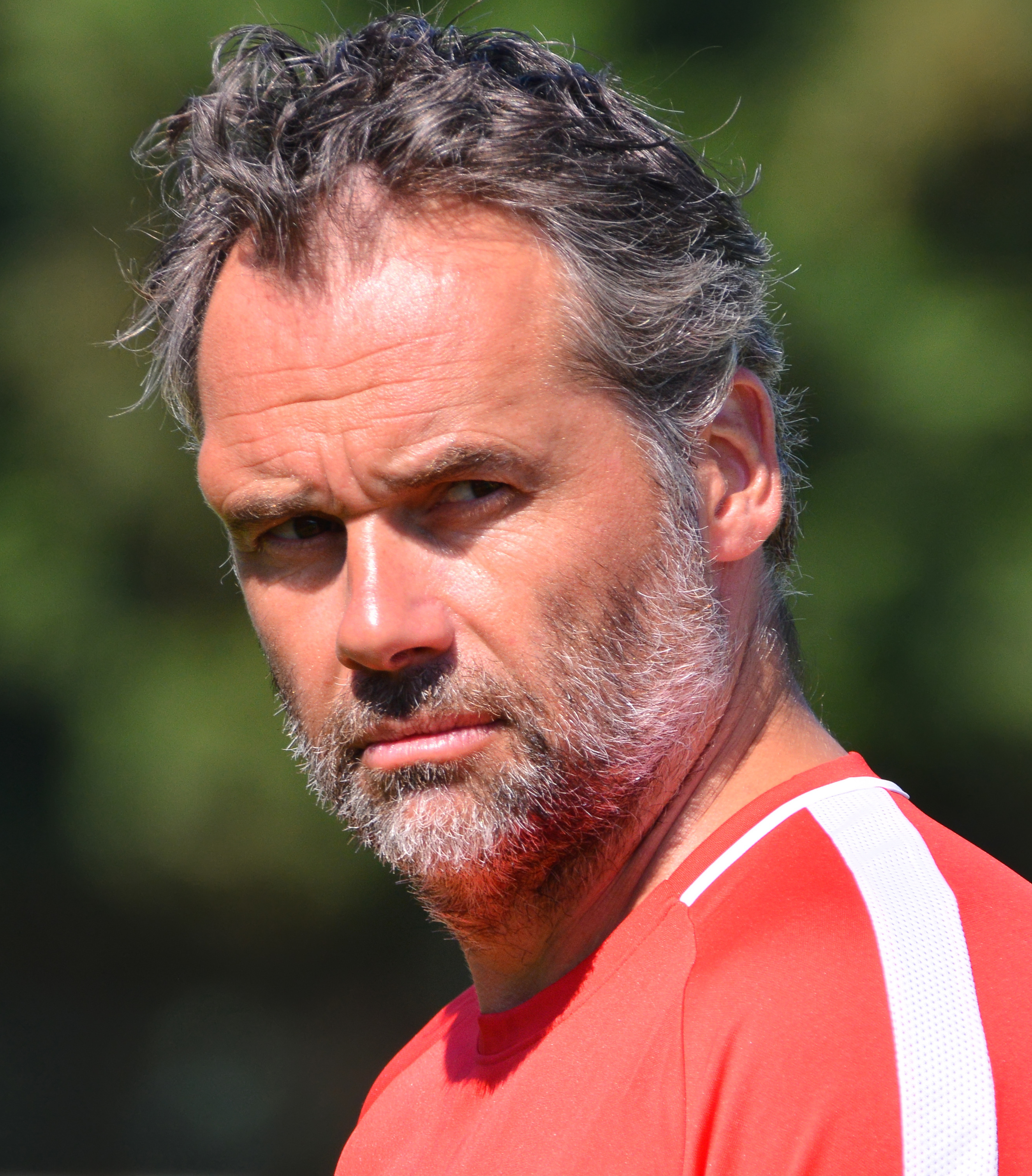
Ugo Mola, ici en 2018, est l'entraîneur de Yoann Huget depuis 2015.

Yoann Huget est opéré cinq jours plus tard, le 24 septembre, à la clinique Médipôle Garonne de Toulouse. Il commence sa rééducation trois jours après au Centre de rééducation fonctionnel de la clinique pour une durée de un mois, à l'issue de laquelle il marche de nouveau. Il passe trois semaines en décembre 2015 au Centre européen de rééducation du sportif à Saint-Raphaël. Trois mois après l'opération, il court de nouveau. Fin janvier 2016, il va Albertville dans les Alpes où il travaille pendant une semaine avec l'équipe de France de ski et le vice-champion olympique, Steve Missillier. Au cours du Tournoi des Six Nations 2016, l'émission Stade 2 diffuse un documentaire en deux volets sur la rééducation de Yoann Huget.  
Il ne joue pas avant la fin de saison et fait son retour sur les terrains au mois d'août lors du premier match de la saison face au Montpellier HR. En juillet 2016, il figure dans la liste « Élite » du XV de France,. Yoann Huget connait alors une saison compliquée, à l'image du Stade toulousain qui finit à la 12e place, il doit attendre la tournée de novembre du XV de France pour inscrit son premier essai de la saison, à l'occasion du premier match contre les Samoa. L'ailier clermontois, Noa Nakaitaci, lui est ensuite préféré pour les tests de novembre face aux Wallabies et face aux All Blacks,.Il est alors rappelé pour le tournoi et dispute les deux premiers matchs (Angleterre et Écosse) en tant que remplaçant et il est titularisé au cours du troisième face à l'Irlande à la suite du forfait de Virimi Vakatawa,. 

### Titre et fin de carrière (2017-2021)
Lors de la saison 2017-2018, Huget retrouve la forme en marquant 11 essais dans la saison dont 10 en Top 14, avec 4 essais en 2 matchs au mois de février. Le Stade Toulousain retrouve lui son niveau en finissant 3e de la saison régulière (éliminé par le Castres olympique, futur vainqueur, en barrages). Huget connaît cependant une année compliquée en bleu avec seulement 2 sélections, lors de la tournée de novembre, et une non-participation au Tournoi des Six Nations. 
La saison suivante est sans doute l'une des meilleures de sa carrière : au cœur d'une équipe du Stade toulousain retrouvée, qui finit la saison régulière à la 1re place avec 98 points (ce qui constitue un record) et 102 essais marqués, Huget remporte le Top 14 mais cette fois-ci, contrairement au titre de 2008, en étant un acteur majeur de l'équipe, marquant 9 essais dont un doublé en finale contre Clermont. Le Stade toulousain retrouve également sa grandeur européenne en atteignant les demi-finales pour la première fois depuis 2011 au cours d'un parcours du combattant : sorti d'une poule compliquée et victoire en quarts de finale contre le Racing à 14 contre 15. Huget prend part à 6 matchs et marque un essai. Il participe également au Tournoi des Six Nations pendant lequel l'équipe de France termine à la 4e place même si statistiquement Huget réalise son meilleur Tournoi en finissant 2e meilleur marqueur (avec 4 essais) derrière Jonny May.
La saison 2019-2020 commence par la coupe du monde 2019 dans laquelle l'équipe de France arrive jusqu'en quart de finale mais perd face au Pays de Galles, Huget est avec Médard, Fickou, Lauret et Ollivon le joueur ayant disputé le plus de minutes (240 minutes pour un essai) avec l'équipe de France de rugby à XV à la Coupe du monde 2019. La saison du Top 14 ainsi que celle de la coupe d'Europe est interrompue à cause de la pandémie de Covid-19 et du confinement en France en mars, Huget et le Stade toulousain finissent à la 7e place qui malgré tout les qualifie pour la prochaine saison de coupe d'Europe. Huget finit cette saison amputée de phases finales avec seulement un essai en 13 matchs toutes compétitions confondus. 
Le Stade toulousain joue au début de la saison 2020-2021 la fin de la phase finale de la coupe d'Europe 2019-2020, Huget et les siens s'arrêteront une nouvelle fois en demi-finale contre le futur vainqueur Exeter.
Le Top 14 reprend normalement, puis à huis clos, lors de la saison 2020-2021. Le 8 novembre 2020, il annonce dans le Canal Rugby Club qu'il mettra un terme à sa carrière de joueur à l'issue de la saison 2020-2021. Huget marque son premier essai de la saison lors du dernier match de 2020 contre Bordeaux, mettant fin à une disette d'un an et 6 mois en Top 14, son dernier essai en Top 14 remontant à son 2e essai en finale de Top 14 2018-2019 contre Clermont. Il récidive deux journées plus tard en marquant un doublé contre le Stade français, ses 12e et 13e essais contre les Parisiens. Lors du match en retard de la 15e journée du Top 14 contre La Rochelle, alors leader du Top 14, il marque l'essai permettant au Stade toulousain de gagner le match (11-14) et ainsi prendre la 1re place du classement. Il entre en jeu lors du quart de finale de la Champions Cup gagné contre Clermont (21-12), ce qui permet au Stade toulousain d'atteindre les demi-finales européennes pour la 3e année consécutive. En avril, alors que le Stade toulousain joue pour le compte de la 22e journée de Top 14 contre le Racing 92, il marque le premier essai toulousain du match, son 6e de la saison. Cependant au cours de ce même match il se blesse gravement au tendon d'Achille, blessure demandant une rééducation de plusieurs mois, ce qui met prématurément fin à la saison d'Huget et à sa carrière, lui qui avait annoncé y mettre un terme à la fin de la saison,. Malgré son absence, le Stade toulousain gagne la finale de la Champions Cup contre La Rochelle (22-17). Il devient ainsi champion d'Europe pour sa dernière saison professionnelle.

### Reconversion
En septembre 2021, il intègre la 12e promotion 2021-2023 du DU Manager Général du CDES de Limoges.
Il est consultant pour TF1 lors de la Coupe du monde de rugby 2023 organisée en France et dont TF1, M6 et France Télévisions se partagent les droits de diffusion. Il participe au Mag de la coupe du monde présenté par Isabelle Ithurburu.

## Statistiques

### En club

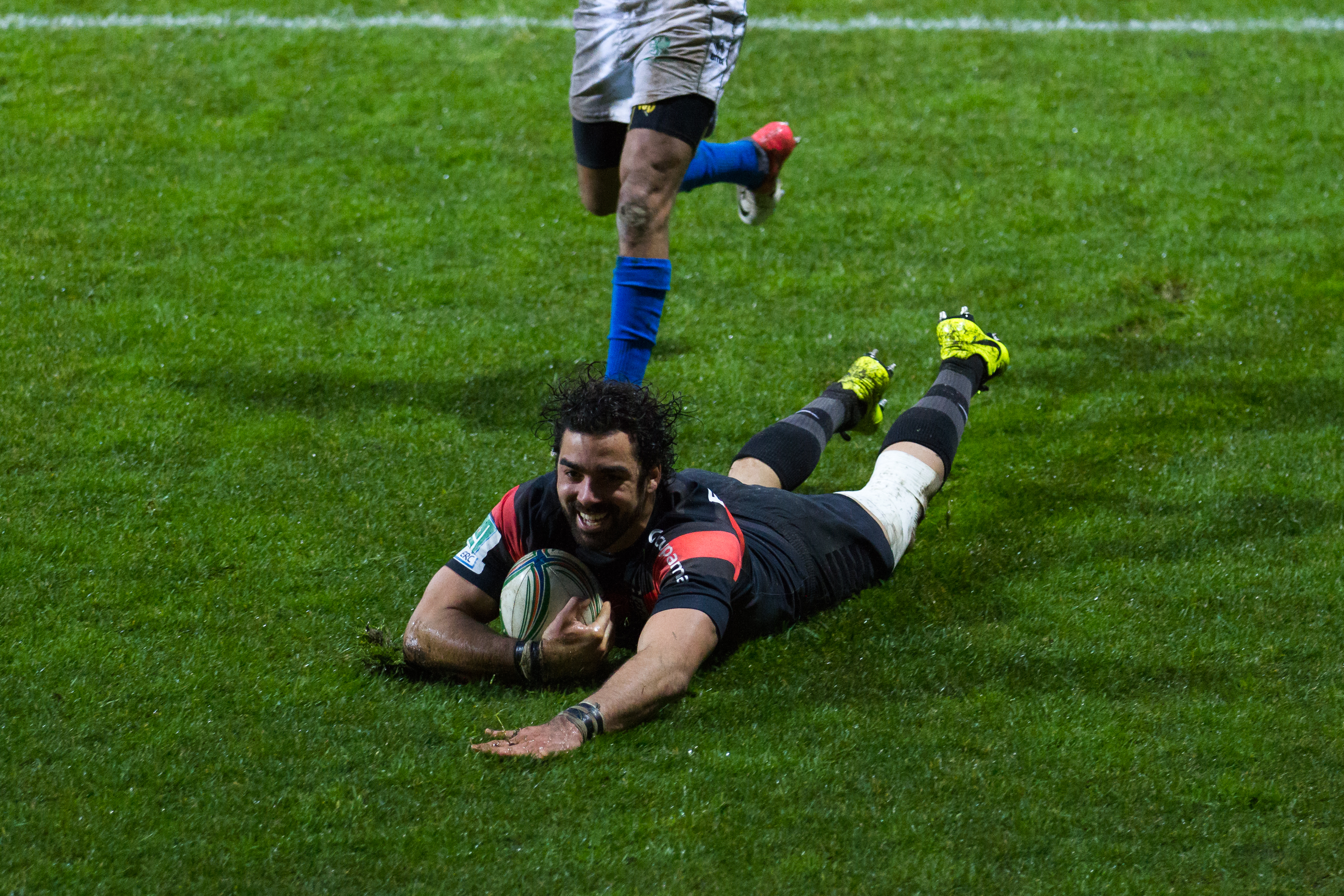
Yoann Huget inscrit un essai en coupe d'Europe avec le Stade toulousain en 2013

| Saison                 | Club                   | Championnat   | Championnat | Championnat | Coupe d'Europe     | Coupe d'Europe | Coupe d'Europe |
| Saison                 | Club                   | Compétition   | Matchs      | Essais      | Compétition        | Matchs         | Essais         |
| ---------------------- | ---------------------- | ------------- | ----------- | ----------- | ------------------ | -------------- | -------------- |
| 2005-2006              | Stade toulousain       | Top 14        | 1           | 0           | Coupe d'Europe     | 0              | 0              |
| 2006-2007              | Stade toulousain       | Top 14        | 3           | 0           | Coupe d'Europe     | 1              | 0              |
| 2007-2008              | Stade toulousain       | Top 14        | 2           | 0           | Coupe d'Europe     | 0              | 0              |
| Total Stade toulousain | Total Stade toulousain | Top 14        | 6           | 0           | Coupes d'Europe    | 1              | 0              |
| 2008-2009              | SU Agen                | Pro D2        | 28          | 14          | -                  | -              | -              |
| 2009-2010              | SU Agen                | Pro D2        | 25          | 2           | -                  | -              | -              |
| Total SU Agen          | Total SU Agen          | Pro D2        | 53          | 16          | -                  | -              | -              |
| 2010-2011              | Aviron Bayonnais       | Top 14        | 20          | 12          | Challenge européen | 3              | 0              |
| 2011-2012              | Aviron Bayonnais       | Top 14        | 12          | 4           | Challenge européen | 1              | 1              |
| Total Aviron bayonnais | Total Aviron bayonnais | Top 14        | 32          | 16          | Coupes d'Europe    | 4              | 1              |
| 2012-2013              | Stade toulousain       | Top 14        | 21          | 6           | Coupe d'Europe     | 6              | 3              |
| 2013-2014              | Stade toulousain       | Top 14        | 17          | 4           | Coupe d'Europe     | 7              | 2              |
| 2014-2015              | Stade toulousain       | Top 14        | 15          | 6           | Coupe d'Europe     | 6              | 3              |
| 2015-2016              | Stade toulousain       | Top 14        | 0           | 0           | Coupe d'Europe     | 0              | 0              |
| 2016-2017              | Stade toulousain       | Top 14        | 13          | 4           | Coupe d'Europe     | 6              | 3              |
| 2017-2018              | Stade toulousain       | Top 14        | 19          | 10          | Challenge européen | 3              | 1              |
| 2018-2019              | Stade toulousain       | Top 14        | 16          | 9           | Coupe d'Europe     | 6              | 1              |
| 2019-2020              | Stade toulousain       | Top 14        | 7           | 0           | Coupe d'Europe     | 6              | 1              |
| 2020-2021              | Stade toulousain       | Top 14        | 14          | 6           | Coupe d'Europe     | 1              | 0              |
| Total Stade toulousain | Total Stade toulousain | Top 14        | 122         | 45          | Coupes d'Europe    | 41             | 14             |
| Total                  | Total                  | Pro D2/Top 14 | 213         | 77          | Coupes d'Europe    | 46             | 15             |

| Compétitions   | Compétitions       | Matchs | Essais | Saisons | Clubs                             |
| -------------- | ------------------ | ------ | ------ | ------- | --------------------------------- |
| LNR            | Top 14             | 160    | 61     | 14      | Stade toulousain Aviron bayonnais |
| LNR            | Pro D2             | 53     | 16     | 2       | SU Agen                           |
| ERC EPCR       | Coupe d'Europe     | 39     | 13     | 11      | Stade toulousain                  |
| ERC EPCR       | Challenge européen | 7      | 2      | 3       | Stade toulousain Aviron bayonnais |
| Total carrière | Total carrière     | 259    | 92     | 16      |                                   |

### En équipe nationale
Au 9 octobre 2019, Yoann Huget compte 62 sélections avec l'équipe de France, dont 54 en tant que titulaire. Il inscrit 70 points, 14 essais. Il obtient sa première sélection le 20 novembre 2010 à Montpellier contre l'Argentine.
Il participe à six éditions du Tournoi des Six Nations en 2011, 2013, 2014, 2015, 2017 et 2019. Il a disputé 30 rencontres dans le cadre du Tournoi pour un total de 7 essais marqués (2 contre l'Angleterre, 2 contre l'Écosse, 1 contre le Pays de Galles, l'Irlande et l'Italie).
Il participe à deux éditions de la Coupe du monde, en 2015 et 2019. Lors de l'édition 2015, il dispute le premier match des français face à l'Italie, mais devant déclarer forfait pour le reste de la compétition à cause d'une rupture totale du ligament croisé du genou droit. Il marque un essais pour son retour en Équipe de France, en 2016 lors du test match contre les Samoa.
Il avait auparavant déjà été appelé plusieurs fois en sélections de jeunes : d'abord avec l'équipe de France des -18 ans avec une sélection en 2005 contre le Pays de Galles. Puis avec les -19 ans où il participe au championnat du monde 2006 à Dubaï, compétition où il dispute quatre rencontres (Afrique du Sud, Irlande, Argentine, Australie) et inscrit un essai. Au total, il obtient cinq sélections avec cette équipe sur la période 2005-2006, disputant également une rencontre contre le Pays de Galles. Avec les -21 ans, il obtient 3 sélections (Italie, Irlande, Pays de Galles) et inscrit deux essais en 2006-2007. Il évolue également avec France A, obtenant deux sélections durant la saison 2008-2009 contre Italie A et Écosse A.
| Numéro | Date             | Lieu                                  | Adversaire     | Compétition                  | Résultat | Score |
| ------ | ---------------- | ------------------------------------- | -------------- | ---------------------------- | -------- | ----- |
| 1      | 23 juin 2012     | Stade Monumental José Fierro, Tucumán | Argentine      | Test match                   | Victoire | 49-10 |
| 2      | 23 juin 2012     | Stade Monumental José Fierro, Tucumán | Argentine      | Test match                   | Victoire | 49-10 |
| 3      | 23 novembre 2013 | Stade de France, Saint-Denis          | Afrique du Sud | Test match                   | Défaite  | 10-19 |
| 4      | 1er février 2014 | Stade de France, Saint-Denis          | Angleterre     | Tournoi des Six Nations 2014 | Victoire | 26-24 |
| 5      | 1er février 2014 | Stade de France, Saint-Denis          | Angleterre     | Tournoi des Six Nations 2014 | Victoire | 26-24 |
| 6      | 8 mars 2014      | Murrayfield Stadium, Édimbourg        | Écosse         | Tournoi des Six Nations 2014 | Victoire | 19-17 |
| 7      | 22 août 2015     | Stade de France, Saint-Denis          | Angleterre     | Test match                   | Victoire | 25-20 |
| 8      | 12 novembre 2016 | Stadium de Toulouse, Toulouse         | Samoa          | Test match                   | Victoire | 52-8  |
| 9      | 1er février 2019 | Stade de France, Saint-Denis          | Pays de Galles | Tournoi des Six Nations 2019 | Défaite  | 19-24 |
| 10     | 23 février 2019  | Stade de France, Saint-Denis          | Écosse         | Tournoi des Six Nations 2019 | Victoire | 27-10 |
| 11     | 10 mars 2019     | Aviva Stadium, Dublin                 | Irlande        | Tournoi des Six Nations 2019 | Défaite  | 14-26 |
| 12     | 16 mars 2019     | Stade olympique de Rome, Rome         | Italie         | Tournoi des Six Nations 2019 | Victoire | 25-14 |
| 13     | 30 août 2019     | Stade de France, Saint-Denis          | Italie         | Test match                   | Victoire | 47-19 |
| 14     | 2 octobre 2019   | Level5 Stadium, Fukuoka               | États-Unis     | Coupe du monde 2019          | Victoire | 33-9  |

## Palmarès

### En club

#### En senior
- Champion de France Top 14 : 2008, 2019 et 2021 (avec le Stade toulousain)
- Champion de France Pro D2 : 2010 (avec le SU Agen)

#### En junior
- Vainqueur du challenge Gaudermen : 2002.
- Champion de France Crabos en 2005 avec le Stade toulousain.

### En équipe nationale

#### Dans le tournoi des Six Nations
Yoann Huget participe à tous les matchs disputés par le XV de France lors de l'édition 2011, tournoi à l'issue duquel la France finit deuxième au classement général, derrière le XV de la rose. Il n'est ensuite pas appelé l'année suivante par le nouveau sélectionneur. Rappelé en 2013, il joue également les tournois 2014 et 2015. Blessé lors de la coupe du monde 2015, il ne revient dans le groupe que lors des tests d'automne de 2016. Il participe ensuite aux éditions 2017 et 2019 du tournoi.
| Édition          | Rang | Résultats France | Résultats Huget | Matchs Huget |
| ---------------- | ---- | ---------------- | --------------- | ------------ |
| Six Nations 2011 | 2    | 3 v, 0 n, 2 d    | 3 v, 0 n, 2 d   | 5/5          |
| Six Nations 2013 | 6    | 1 v, 1 n, 3 d    | 1 v, 1 n, 3 d   | 5/5          |
| Six Nations 2014 | 4    | 3 v, 0 n, 2 d    | 3 v, 0 n, 2 d   | 5/5          |
| Six Nations 2015 | 4    | 2 v, 0 n, 3 d    | 2 v, 0 n, 3 d   | 5/5          |
| Six Nations 2017 | 3    | 3 v, 0 n, 2 d    | 3 v, 0 n, 2 d   | 5/5          |
| Six Nations 2019 | 4    | 2 v, 0 n, 3 d    | 2 v, 0 n, 3 d   | 5/5          |

Légende : v = victoire ; n = match nul ; d = défaite ; la ligne est en gras quand il y a Grand Chelem.

#### Coupe du monde
Initialement prévu dans le groupe du XV de France pour la coupe du monde 2011 en Nouvelle-Zélande, Yoann Huget est exclu de la liste des 33 joueurs pré-sélectionnés pour la coupe du monde pour une série de manquements au suivi longitudinal antidopage.
Yoann Huget est de nouveau appelé pour la coupe du monde 2015 se disputant en Angleterre, mais au cours du premier match contre l'équipe d'Italie, Yoann Huget se blesse et doit déclarer forfait pour le reste de la compétition. Il dispute un total de 55 minutes au cours de cette édition. Il déclare lui-même le 15 décembre 2015 « La Coupe du monde ? Je n'y ai jamais participé ».
Il est retenu pour disputer la coupe du monde 2019 se déroulant au Japon.
| Édition         | Rang               | Résultats France | Résultats Yoann Huget | Matchs Yoann Huget |
| --------------- | ------------------ | ---------------- | --------------------- | ------------------ |
| Angleterre 2015 | Quart de finaliste | 3 v, 0 n, 2 d    | 1 v, 0 n, 0 d         | 1/5                |
| Japon 2019      | Quart de finaliste | 3 v, 0 n, 1 d    | 2 v, 0 n, 1 d         | 3/4                |

Légende : v = victoire ; n = match nul ; d = défaite.

### Distinctions personnelles
- Meilleur marqueur d'essais de Pro D2 au cours de la saison 2008-2009
- Nuit du rugby 2015 :  Meilleur international au cours de la saison 2014-2015
- Oscars du Midi olympique :  Oscar d'Argent 2015

## Style de jeu et reconnaissance dans le monde du rugby

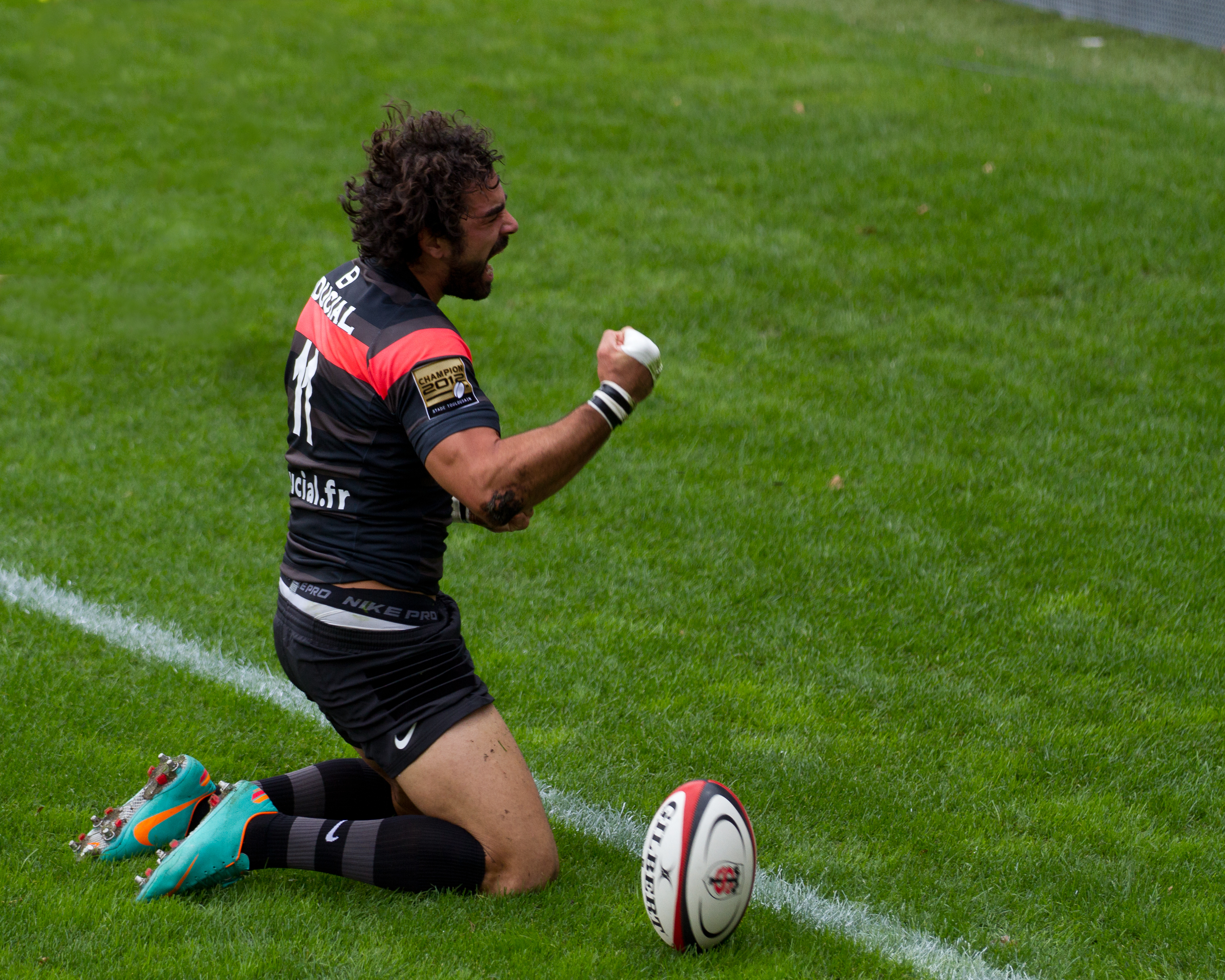
Yoann Huget en 2012 vient d'inscrire un essai avec le Stade toulousain.

Yoann Huget est un joueur polyvalent pouvant évoluer au poste d'arrière ou d'ailier, ce qu'il fait aussi bien avec l'équipe de France qu'avec le Stade toulousain, bien que sa position préférée reste tout de même celui d'ailier. Dans le jeu d'attaque, Yoann Huget est un ailier vif, puissant, rapide, efficace dans les un contre un ou dans ses crochets et qui est très entreprenant, ce qui permet à son équipe de posséder un réel atout en attaque. Il possède une intense activité tout au long des matches, aussi bien offensivement que défensivement. Yoann Huget est réputé aussi pour ses plaquages offensifs et son bon niveau défensif.
À la suite de sa blessure lors de la coupe du monde 2015, son entraîneur en club, Jean-Baptiste Élissalde, dit au sujet de l'absence de Yoann Huget : « ce qui va manquer maintenant au XV de France, c'est son punch, sa capacité à remporter les duels. Il vient participer au jeu partout sur le terrain, et il peut faire basculer une rencontre. Il n'y en a pas beaucoup". » L'ancien entraîneur du XV de France et du Rugby club toulonnais, Bernard Laporte, est du même avis que Jean-Baptiste Élissalde : « c’est un coup dur pour l’équipe de France parce qu’il était en grande forme. On avait vu pendant les matches de préparation qu’il était dangereux et décisif. Ça met un coup au moral à tout le monde »
Grâce à ses bonnes performances avec le XV de France et son doublé lors de la rencontre entre la France et l'Angleterre au cours du Tournoi des Six Nations 2014, Yoann Huget s'est fait reconnaître comme une star de l'équipe de France par la presse britannique, ainsi que le qualifie The Guardian après la blessure de l'international français lors de la coupe du monde 2015.
Au cours de la douzième édition de la Nuit du rugby 2015, Yoann Huget est nommé comme étant le meilleur international français de la saison 2014-2015,.
Le 28 février 2016, l'émission Stade 2 réalise une reportage sur la rééducation de Yoann Huget à la suite de sa blessure pendant la coupe du monde 2015.
Le 15 novembre 2014, pour la première fois, des peluches à l'effigie de joueurs de rugby sont créées par la marque spécialisée Poupluches. Quatre joueurs du Stade toulousain sont choisis pour cela, Yoann Huget, Thierry Dusautoir, Maxime Médard et Gaël Fickou.

## Vie privée
La mère de Yoann Huget s'appelle Maïté et est d'origine brésilienne. Yoann Huget fait partie d'une famille composée de trois enfants avec sa grande sœur, Laetitia, et son petit frère, Alex,.
Il est marié depuis le 6 juillet 2013 avec Fanny Veyrac, une des « gafettes » dans Le Juste Prix sur TF1. Le 7 juin 2015, Fanny Huget accouche d'une fille prénommée Myla.
Yoann Huget est chrétien catholique. De l'abandon de son père, Yoann Huget garde surtout le côté pieux que lui a transmis son grand-père. « Je suis très tradi. J'ai connu l'abandon par mon père et l'attachement avec mon beau-père dès l'âge de cinq ans », confie l'ailier qui prie souvent avant les matchs,.
Yoann Huget est très ami avec son coéquipier en club et en équipe de France, Maxime Médard, qu'il connaît depuis son passage au centre de formation du Stade toulousain.